# Електромобіль

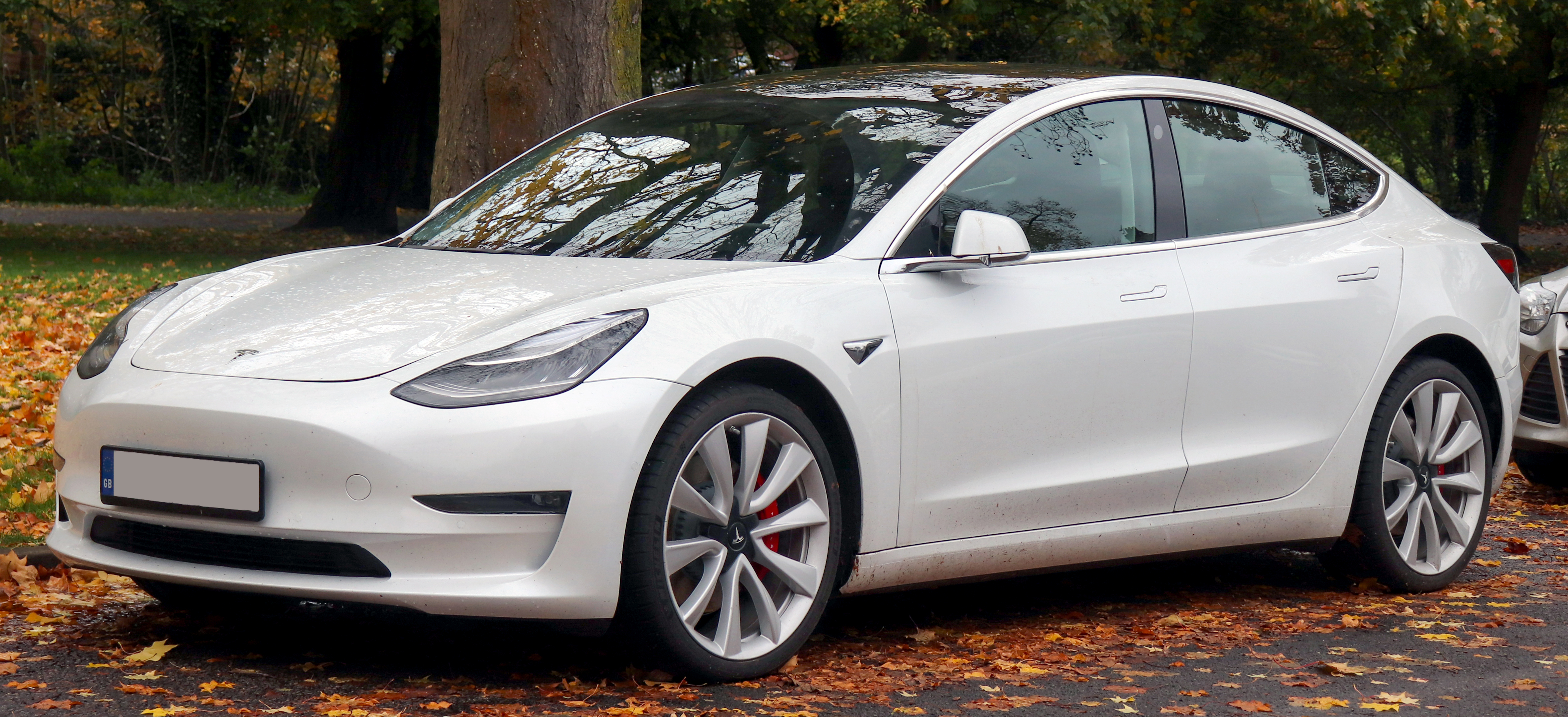
Tesla Model 3 Performance AWD (2019), одна з найпопулярніших моделей у світі станом на 2020 рік

Електромобіль — автомобіль, що приводиться в рух одним або декількома електродвигунами з живленням від акумуляторів (BEV) або паливних елементів тощо, а не двигуном внутрішнього згоряння. Електромобіль слід відрізняти від автомобілів із двигуном внутрішнього згоряння та електричною передачею та від тролейбусів. Підвидами електромобіля вважаються електрокар (транспортний засіб для перевезення вантажів на закритих територіях) і електробус (автобус з акумуляторною тягою)[джерело?]
Термін електромобільність (англ. Electro Mobility, E-Mobility) охоплює повністю електричні транспортні засоби, а також гібридні електричні транспортні засоби та автомобілі, які використовують технологію водневих паливних елементів.
Станом на 2018 рік, більшість розвинутих країн поставили за мету перейти на електромобілі. На червень 2017 року в усьому світі було продано понад 2 млн електромобілів. Станом на січень 2018 року, найпродаванішим електромобілем із 300 000 проданих авто є Nissan Leaf. Другий — Tesla Model S із 213 000 проданих авто на грудень 2017 року.
У 2020 році компанія Tesla Inc. другий рік поспіль із великим відривом посіла 1-ше місце серед виробників електромобілів. Найпоширенішою моделлю виявилася Tesla Model 3 (0,5 млн авто). Друге місце у Volkswagen із моделлю Volkswagen ID.3 і китайський BYD на третьому. Четверте місце у китайського авто Wuling Hongguang Mini EV. Загалом за рік було випущено 2,9 млн електромобілів, 2021 року було передбачено випустити 3,9 млн.
В Україні найпродаваніший електромобіль із 2017 року — б/в Nissan Leaf. Станом на 2021 рік, на нього припадало близько 50 % електромобілів — тобто близько 11 тис. із загалом 23 тис. електромобілів в Україні на кінець 2020 року.

## Історія

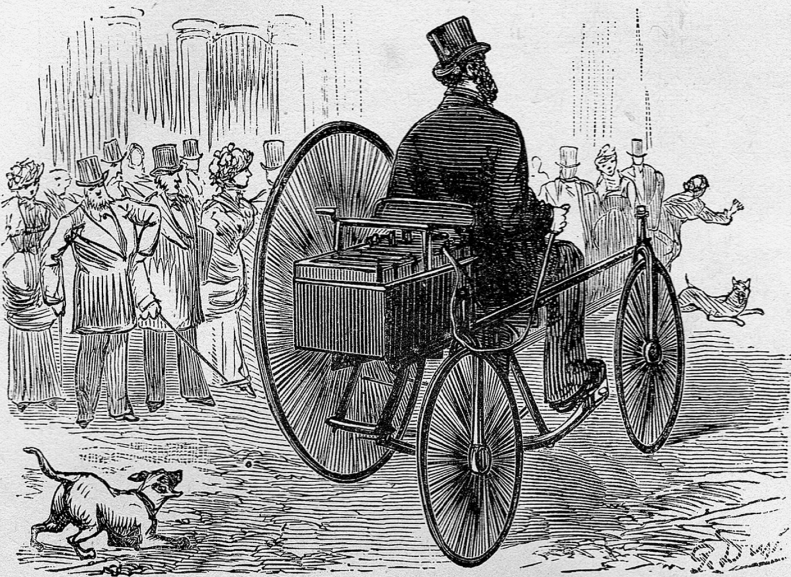
Триколісний електромобіль Ґустава Трове, 1881 р.
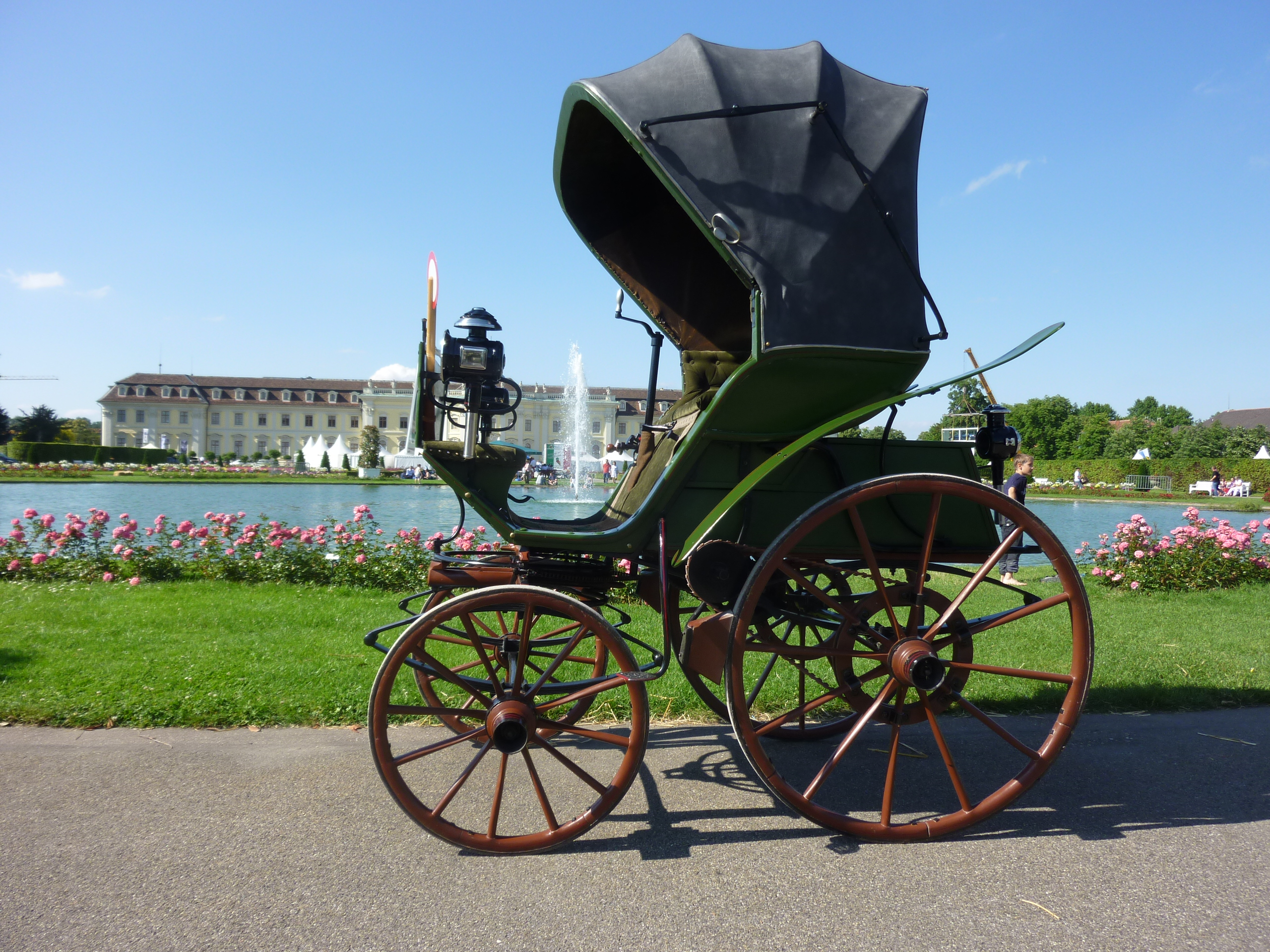
Електромобіль Флокена, 1888 р.
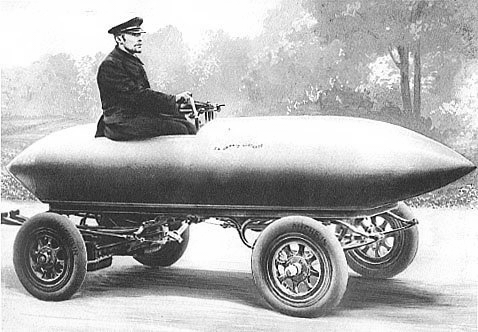
La Jamais Contente, 1899 р.
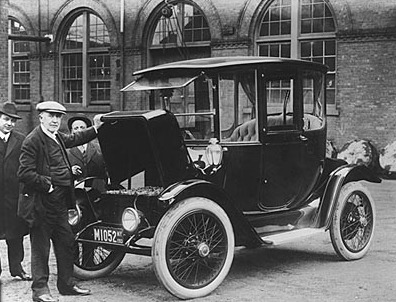
Томас Едісон поруч з електромобілем Detroit Electric у 1913 році
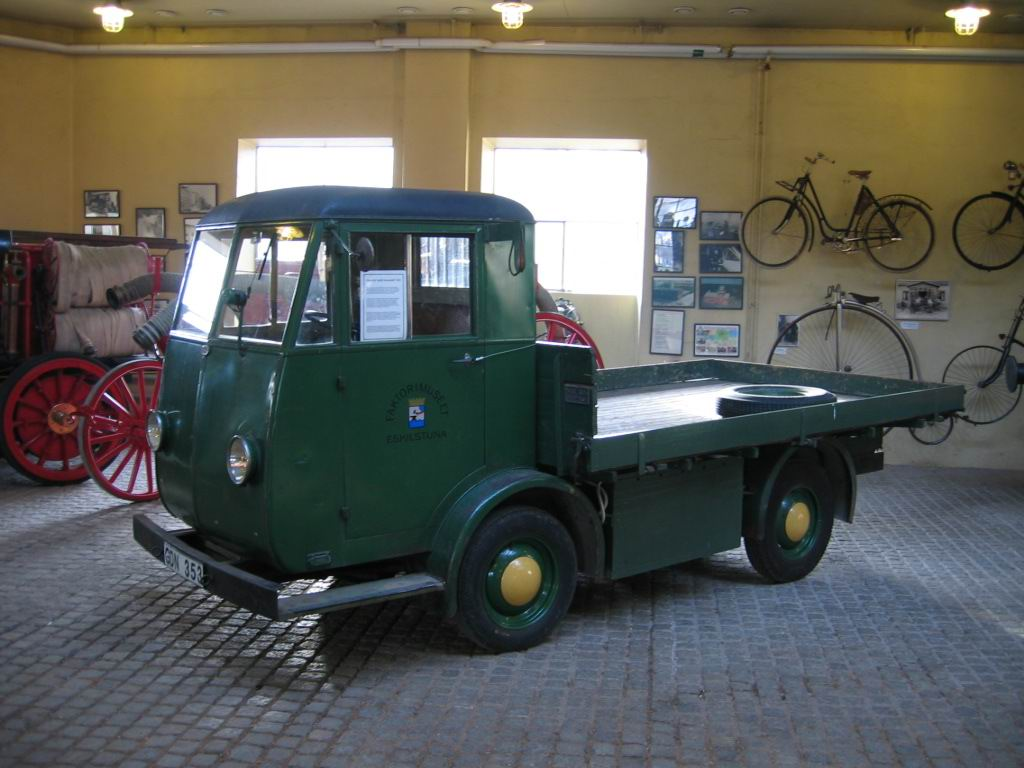
Електричний вантажний автомобіль, 1943 (Швеція)
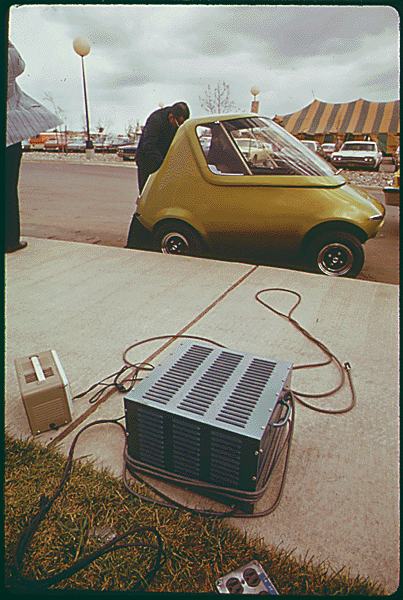
1973 GM
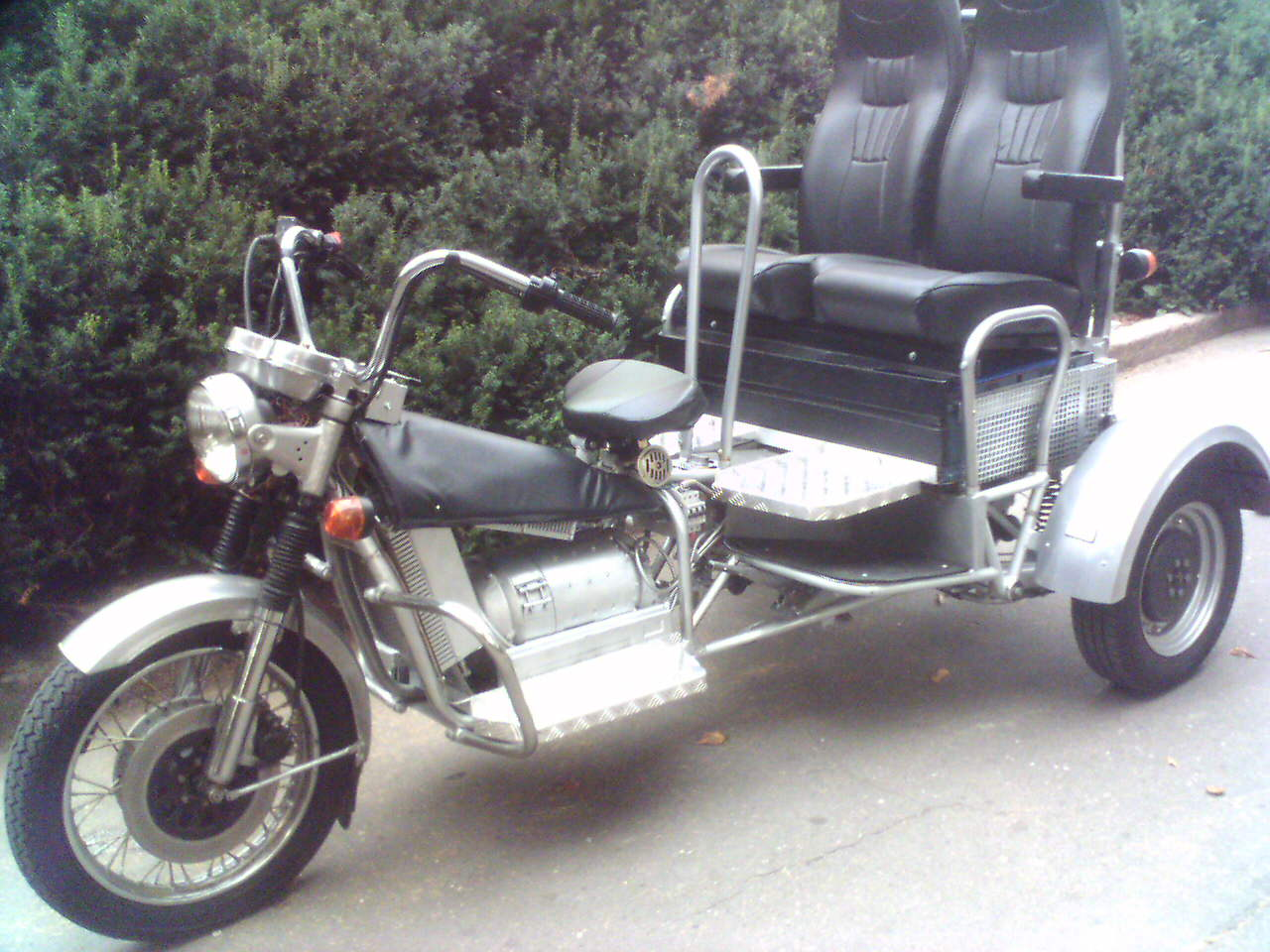
Електроцикл спільного виробництва українських підприємств

### XIX століття
Електромобіль з'явився раніше, ніж двигун внутрішнього згоряння.
У 1881 році на Першій міжнародній виставці електрики в Парижі представили перший триколісний електромобіль Густава Трове, який розвивав швидкість 12 км/год при дальності ходу 14—26 км. Уперше у Німеччині 1888 року був розроблений електромобіль Флокена.
Найпершим у США електричним електромобілем, можна вважати електричний чотириколісний екіпаж компанії Morrison Electric, створений 1891 року. Екіпаж було оснащено електричним двигуном Siemens потужністю 4 кінські сили, з яким він міг розвивати швидкість до 32 км/год і був розрахований на 6—12 пасажирів. Електричні батареї забезпечували запас ходу до 80 км. Керування автомобілем здійснювалося за допомогою керма із запатентованим механізмом рейкової передачі. За всю історію компанією було виготовлено 11 таких екіпажів.
Електромобіль La Jamais Contente («Вічно невдоволена», назва повинна була означати постійний потяг до досконалості) 29 квітня або 1 травня 1899 року встановив рекорд швидкості на суші, першим у світі подолавши бар'єр у 100 км/год, він досяг 105,882 км/год. Згодом відомий американський конструктор електромобілів Волтер Бейкер досяг швидкості 130 км/год. Електромобіль «Борланд Електрік» проїхав від Чикаго до Мілвокі (167 км) на одній зарядці, а наступного дня (після перезарядження) електромобіль повернувся до Чикаго своїм ходом. При цьому середня швидкість склала 55 км/год.
1898 року славетний конструктор Фердинанд Порше сконструював передньоприводний електромобіль System Lohner-Porsche, який мав два мотор-колеса. Через два роки він представив повноприводну версію цього авто, оснащену чотирма мотор-колесами, названу Toujours-Contente («завжди задоволена») на Паризькому автосалоні 1890 р., де вона завоювала звання найкращого авто салону.
1889 року у м. Елізабет (штат Нью-Джерсі у США) Ендрю Райкер створив компанію з виробництва механічних транспортних засобів «Riker Motor Vehicle Company» (укр. Компанія механічних транспортних засобів Райкера) для виробництва електромобілів з електродвигунами власного виготовлення. У 1900 році компанія виробляла 4-місні криті електричні екіпажі, що мали на борту 48 акумуляторних елементів та два електричні двигуни на задніх колесах.

### Перша половина XX століття
1901 року Фердінанд Порше представив перше у світі гібридне авто Lohner-Porsche Mixte Hybrid, оснащене чотирма мотор-колесами, кожне з яких мало потужність 2,5—3,5 к. с. і могло на короткий час розвивати до 7 к. с. Але замість важких батарей як джерела енергії авто було оснащене двигуном внутрішнього згоряння, що виконував роль генератора.
Спочатку запас ходу і швидкість електромобілів та бензинових екіпажів були приблизно однаковими. Головною вадою електромобілів, була складна система підзарядки: оскільки тоді ще не існувало вдосконалених перетворювачів змінного струму на постійний, заряджання здійснювали вкрай складним способом — для зарядки потрібен був електромотор, що працював від змінного струму і крутив вал генератора, до якого були під'єднані батареї електромобіля. 1906 року було винайдено порівняно простий в експлуатації діодний міст (випрямляч струму), але суттєво це проблему підзарядки не вирішило.
У 1-й чверті XX століття широко поширеними стали як електромобілі, так і автомобілі з паровою машиною — у 1900 році приблизно половина автомобілів у США були на паровому ходу, а 1910-х у Нью-Йорку як таксі працювало до 70 тисяч електромобілів. Значного поширення на початку століття отримали також вантажні електромобілі й електричні омнібуси (електробуси).

Енциклопедія Брокгауза та Ефрона так описує тодішні електромобілі:
Найбільш придатним типом автомобіля у майбутньому можна вважати електричний, але поки він ще недостатньо вдосконалений. Електричні двигуни не дають ні шуму, ні кіптяви, вони, безумовно, зручніші та досконаліші від усіх інших, але повинен везти своє джерело енергії: акумуляторну батарею, яка поки ще надто важка та неміцна. Тому неможливо возити з собою запас енергії на довгий шлях, а знову заряджати акумулятори та заміняти розряджені іншими можна лише за умови їзди у містах чи від однієї спеціально обладнаної станції до іншої. Існують уже легші акумулятори Едісона, але вони ще не отримали поширення, оскільки, імовірно, ще недостатньо вдосконалені своїм винахідником. Електричні А. було пущено в обіг Jeantaud і багатьма іншими з самого початку автомобілізму: на конкурсі 1904 р. у Парижі були навіть парадоксальні А. Жанто і Кріжера: газоліново-електричні, які діяли непогано. У ньому газоліновий мотор приводив у рух динамо-машину, яка давала струм для електричного двигуна; виявилося, що така електрична трансмісія поглинає відсотків на 20 менше енергії, ніж звичайна механічна та зручна для регулювання швидкості.
Електрична вантажівка Walker була досить успішною для свого часу. Вона виготовлялася 1907—1942 рр., але певні екземпляри служили навіть десятки років по тому.

### Друга половина XX століття
Відродження інтересу до електромобілів відбулося в 1960-ті роки через екологічні проблеми автотранспорту й особливо у 1970-ті через різке зростання вартості бензину внаслідок нафтової кризи 1973 р. Але після 1982 року цікавість до електромобілів знову знизилася через зміну кон'юнктури на нафтовому ринку.

### Переполох із виробництвом електромобілів у США
Докладно про цю історію розповідається в науково-популярному фільмі «Хто вбив електромобіль?».
На початку 1990-х років штат Каліфорнія був одним із найбільш загазованих регіонів США. Тому Каліфорнійський комітет повітряних ресурсів (CARB) ухвалив рішення — у 1998 році 2 % із продаваних у Каліфорнії автомобілів не повинні створювати вихлопів, а до 2003 року — 10 %.
Компанія General Motors відреагувала однією з перших і у 1996 році почала серійний випуск моделі EV1 з електричним приводом, яка була призначена не для продажу, а для здавання в лізинг. Деякі автовиробники також почали продаж електромобілів у Каліфорнії. Основною масою користувачів EV1 стала голлівудська богема. Загалом з 1997 року в Каліфорнії було продано близько 5500 електромобілів різних виробників. Судячи з їхніх відгуків, машина їм дуже подобалася, і наступним кроком повинен був стати початок повсюдного продажу електромобілів.
Існує думка, що авто- і нафтовиробники домоглися скасування закону, розуміючи небезпеку того, що електромобілі могли витіснити звичайні автомобілі. CARB змінив вимогу нульової емісії на вимогу дуже низької. Коли сплив термін лізингу EV1 (у 2002—2003 роках), компанія General Motors усупереч своїм більш раннім запевненням відмовилася подовжити його або продати автомобілі тим користувачам, які висловлювали таке бажання і були готові викупити машини; натомість майже всі зроблені електромобілі були вилучені у користувачів і знищені (тільки «Toyota» залишила власникам електричні RAV-4), окремі примірники було подаровано музеям. Формальною причиною вилучення електромобілів називалося нібито закінчення терміну служби акумуляторів. Промислове виробництво і продаж електромобілів основними автовиробниками в США були цілком припинені.
Останніми роками через безперервне зростання цін на нафту, електромобілі знову стали набирати поширеність. У репортажі CBS News «Could The Electric Car Save Us?» повідомляється, що 2007 року, знову почалося розгортання промислового виробництва електромобілів. Особливе завзяття виявляють невеликі підприємства (як-от «Tesla Motors»), оскільки для них не обтяжливе скорочення обсягу виробництва звичайних автомобілів. Тож через цю тенденцію, автор фільму «Хто вбив електромобіль?» у 2011 р. випустив продовження під назвою «Revenge of the Electric Car» («Помста електромобіля»).

### XXI століття
22—23 травня 2010 р. перероблена в електромобіль Daihatsu Mira EV, творіння Японського клубу електромобілів, проїхала 1003,184 кілометра на одному заряді акумулятора.
24 серпня 2010 р. електромобіль «Venturi Jamais Contente» з літій-іонними акумуляторами, на солоному озері у штаті Юта, встановив рекорд швидкості 495 км/год на відстані в 1 км. Під час заїзду автомобіль розвивав найбільшу швидкість 515 км/г.
27 жовтня 2010 р. електромобіль lekker Mobil, конвертований із мікровену Audi A2, здійснив звитяжний пробіг на одній зарядці від Мюнхена до Берліна довжиною 605 км в умовах справжнього руху дорогами загального користування, причому були увімкнені всі допоміжні системи, зокрема опалення. Електромобіль з електродвигуном потужністю 55 кВт було створено фірмою lekker Energie на основі літій-полімерного акумулятора Kolibri фірми DBM Energy. В акумуляторі було запасено 115 кВт·год, що дало електромобілю змогу проїхати всю відстань із середньою швидкістю 90 км/год (найбільша на окремих ділянках маршруту становила 130 км/год) і зберегти після фінішу 18 % від початкового заряду. Представник фірми lekker Energie стверджував, що акумулятор Kolibri здатен забезпечити сумарний ресурсний пробіг до 500 000 км.
29 листопада 2010 р. переможцем конкурсу «Європейський автомобіль року» вперше було оголошено електромобіль Nissan Leaf. >
| Компанія       | Модель                   | Фото | Запуск на ринок | Продажі        | Загальний обсяг продажів | Річний глобальний продаж | Статус              | Примітки                                  |
| -------------- | ------------------------ | ---- | --------------- | -------------- | ------------------------ | ------------------------ | ------------------- | ----------------------------------------- |
| Tesla, Inc.    | Tesla Model Y            |      | 2020-03         | ~2.49 мільйони | 2023-12                  | 1,211,601 (2023)         | У виробництві       | [ 16 ] [ 17 ] [ 18 ] [ 19 ] [ 20 ] [ 21 ] |
| Tesla, Inc.    | Tesla Model 3            |      | 2017-07         | ~2.06 мільйони | 2023-12                  | 529,287 (2023)           | У виробництві       | [ 16 ] [ 17 ] [ 22 ] [ 18 ] [ 21 ]        |
| SAIC-GM-Wuling | Wuling Hongguang Mini EV |      | 2020-07         | 1,218,640      | 2023-12                  | 118,834 (2023)           | У виробництві       | [ 16 ] [ 17 ] [ 18 ] [ 23 ] [ 24 ]        |
| Nissan         | Nissan Leaf              |      | 2010-12         | ~650,000       | 2023-07                  | 64,201 (2021)            | У виробництві       | [ 17 ] [ 25 ]                             |
| BYD            | BYD Yuan Plus / Atto 3   |      | 2022-02         | 614,260        | 2023-12                  | 412,202 (2023)           | У виробництві       | [ 24 ] [ 26 ]                             |
| BYD            | BYD Dolphin              |      | 2021-08         | 602,434        | 2023-12                  | 367,419 (2023)           | У виробництві       | [ 16 ] [ 18 ] [ 27 ] [ 28 ]               |
| GAC Group      | Aion S                   |      | 2019-05         | 485,369        | 2023-12                  | 222,227 (2023)           | У виробництві       | [ 16 ] [ 17 ] [ 18 ] [ 29 ] [ 30 ] [ 26 ] |
| BYD            | BYD Qin EV               |      | 2016-03         | 454,157        | 2023-12                  | 154,774 (2023)           | У виробництві       | [ 26 ] [ 24 ] [ 31 ] [ 32 ] [ 33 ]        |
| Renault        | Renault Zoe              |      | 2012-12         | 413,975        | 2023-06                  | 15,706 (2023)            | Знято з виробництва | [ 34 ] [ 35 ] [ 36 ] [ 37 ]               |
| Volkswagen     | Volkswagen ID.4          |      | 2020-09         | 493,219        | 2023-12                  | 192,686 (2023)           | У виробництві       | [ 16 ] [ 17 ] [ 38 ] [ 21 ]               |
| GAC Group      | Aion Y                   |      | 2021-04         | 383,350        | 2023-12                  | 229,555 (2023)           | У виробництві       | [ 26 ] [ 24 ] [ 31 ]                      |
| BYD            | BYD Han EV               |      | 2020-03         | 367,129        | 2023-12                  | 106,502 (2023)           | У виробництві       | [ 26 ] [ 24 ] [ 31 ] [ 32 ]               |
| Tesla, Inc.    | Tesla Model S            |      | 2012-06         | ~363,900       | 2022-12                  | ~35,000 (2022)           | У виробництві       | [ 39 ]                                    |
| Chery          | Chery eQ1                |      | 2017-03         | 338,051        | 2023-12                  | 29,744 (2023)            | У виробництві       | [ 40 ] [ 41 ] [ 42 ]                      |
| Hyundai        | Hyundai Kona Electric    |      | 2018-05         | 329,643        | 2023-12                  | 70,871 (2023)            | У виробництві       | [ 43 ]                                    |
| Volkswagen     | Volkswagen ID.3          |      | 2019-11         | 325,770        | 2023-12                  | 139,268 (2023)           | У виробництві       | [ 44 ] [ 45 ] [ 46 ] [ 21 ]               |
| Hyundai        | Hyundai Ioniq 5          |      | 2021-03         | 280,430        | 2023-12                  | 114,988 (2023)           | У виробництві       | [ 43 ]                                    |
| BYD            | BYD Seagull              |      | 2023-04         | 280,217        | 2023-12                  | 280,217 (2023)           | У виробництві       | [ 28 ]                                    |

→ Див. також Альтернативне автомобільне паливо (Електричні батареї)

## Сучасне застосування

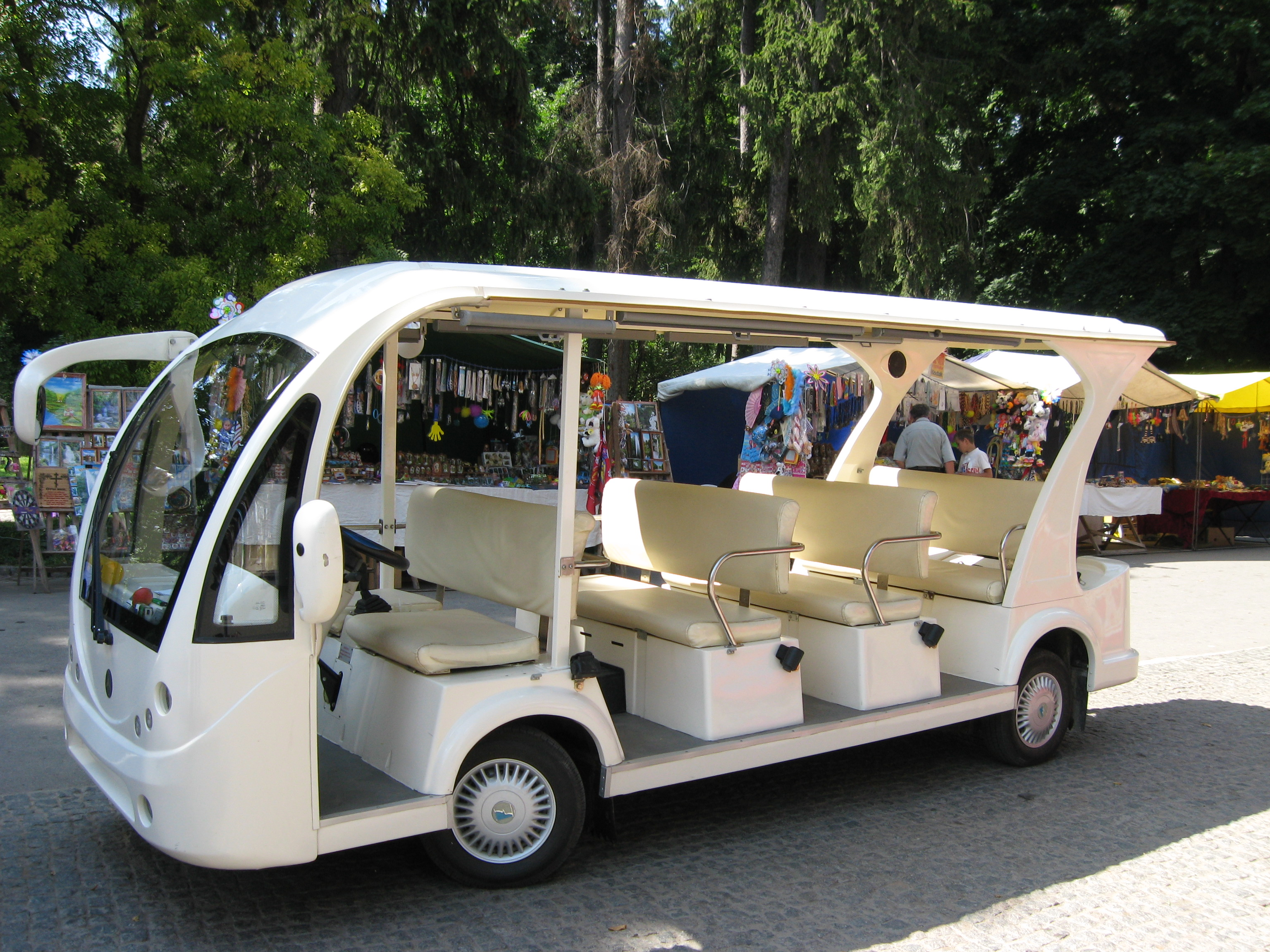
Екскурсійний електромобіль «Мерседес», дендропарк «Софіївка», Умань

2004 року в США використовувалося 55 852 електромобілі. Крім цього, у США їздить велика кількість саморобних електромобілів. Набори комплектувальних для перероблення автомобіля в електромобіль, продаються в магазинах. Найменша вартість переробки становить 1500 дол.
Згідно з тодішніми дослідженнями IDTechEx, індустрія електротранспорту досягне 2005 року рівня продажу в 31,1 млрд дол. у всьому світі (разом із гібридним транспортом). До 2015 року ринок електротранспорту зросте приблизно в 7 разів і досягне 227 млрд дол.
Світовий лідер з виробництва електротранспорту — Китай.
Крім цього, невеликі електромобілі спрощеної конструкції (електрокари, електронавантажувачі тощо) широко застосовуються для перевезення вантажів на вокзалах, у цехах і великих магазинах, а також у атракціонах. У цьому випадку всі недоліки, зокрема, малий запас ходу, висока собівартість і маса, перекриваються перевагами: відсутністю шкідливих викидів і шуму, що принципово важливо для роботи в закритих приміщеннях. Формально, такі машини не прийнято відносити до електромобілів.
Основний фактор, що стримує масове виробництво електромобілів — малий попит, обумовлений високою вартістю та малим пробігом від однієї зарядки. Є думка, що широке поширення електромобілів стримується нестачею акумуляторів та їх високою ціною. Для вирішення цих перешкод, багато автовиробників створили спільні підприємства з виробниками акумуляторів. Наприклад, Volkswagen AG створив спільне підприємство з Sanyo Electric, Nissan Motor з NEC Corporation, та інше.
2015 року у світі було 1 млн електромобілів, а вже у 2016 році їх було 2 млн.
Найбільший відсоток електромобілів серед загальної кількості нових придбаних авто (20 %) — у Норвегії. Це досягнуто завдяки відшкодуванням на придбання електроавтомобілів від уряду Норвегії. У середньому у світі електромобілі посідають близько 2 % від загальної кількості нових авто. Водночас у деяких країнах (Данія) відсоток електромобілів серед придбаних нових автівок навіть зменшився 2016 року через те, що були скасовані пільги на їх придбання. Крім того, затримують поширення використання електромобілів недостатня потужність акумуляторів, якої в середньому вистачає на 100—150 км (чого явно недостатньо на далекі поїздки) і відсутність розгалуженої мережі зарядних станцій. Так, на 2015 рік у світі було 1 млн приватних зарядних пристроїв, 162 000 публічних звичайних і 28 000 публічних швидких заряджальних станцій. Згідно з передбаченнями IRENA, до 2030 року у світі буде 160 млн електромобілів, які споживатимуть 30 % виробленої електроенергії.
2020 року китайський виробник акумуляторів CATL заявляв, що його нова батарея здатна живити транспортний засіб понад мільйон миль (або 1,9 млн км) протягом 16 років застосування. Найважливіше ж завдання для виробників електромобілів — отримати акумулятор вартістю менше ніж 100 доларів США, за кіловат-годину.

### Зручності електромобіля
Електромобілі вирізняються низькою вартістю експлуатації. Ford Ranger споживає 0,25 кВт·год на один кілометр шляху, Toyota RAV4 — 0,19 кВт·год на кілометр. Середній річний пробіг автомобіля в США становить 19 200 км (тобто 52 км на день). За вартості електроенергії в США від 5 до 20 центів за кВт·год, річний пробіг Ford Ranger EV коштує 240…1050 дол., RAV-4 — 180…970 дол.
В Україні ціна електроенергії станом на січень 2016 року становила 0,456 грн за кВт·год (близько 0,02 дол. США), тому використання електромобілів суттєво ощадило бюджет. Для порівняння, у Російській Федерації вартість електроенергії була істотно дорожча, але все одно в кілька разів менша за тарифи США, вона складає 2,7 руб. (0,12 дол.) за кВт·год за денним тарифом, і приблизно 1,50 руб за кВт·год у нічний час.
Таким чином, вартість використання електромобіля в Україні була істотно нижчою, ніж у США. Враховуючи, що ціни на бензин в Україні значно вищі ніж у США, то в теплу пору року витрати на енергоресурси для електромобілів будуть значно меншими.
Акумуляторні батареї служать близько трьох років, або 85—100 тис. км пробігу.
ККД електродвигуна становить 90—95 %. У міському циклі автомобіль залучає близько 3 кінських сил потужності. Міський автотранспорт може бути замінений на електромобілі.
Існує думка, що електромобілі відрізняються низьким рівнем шуму, що може створювати проблеми — пішоходи, а насамперед тварини, переходячи дорогу, часто зосереджуються на шумі автомобіля. У деяких країнах навіть пропонується штучно підвищити рівень шуму електромобілів. Зрозуміло, різкий шум робочого потужного електродвигуна важко з чимось сплутати, шум електроприводів тролейбуса, електрокара, поїздів метро широко відомий.

### Переваги електромобіля
- Відсутність шкідливих викидів.
- Нижчі витрати на експлуатацію та технічне обслуговування автомобіля: не потрібна дорога коробка передач і мастила до неї, двигун внутрішнього згоряння (зокрема заміна олив, фільтрів, ремнів ГРМ) і його обслуговування, насосів високого тиску (якщо це дизельні двигуни), паливних фільтрів, та іншого.
- Простота конструкції і керування, висока надійність та довговічність екіпажної частини (до 20—25 років) порівняно зі звичайним автомобілем.
- Тиха робота.
- Можливість підзаряджання від побутової електричної мережі (розетки), але такий спосіб у 5—10 разів довший (триває близько 6 годин), ніж від особливого потужного зарядного пристрою.
- Електромобіль — єдиний варіант застосування на легковому автотранспорті енергії, що виробляється АЕС і електростанціями інших типів.
- Кількісне застосування електромобілів змогло б допомогти у вирішенні питань «енергетичного піку» завдяки підзаряджанню акумуляторів у нічний час.
- Tesla Motors представила ефективний автомобіль: 4,2 с до 100 км/год, пробіг без підзарядки 400 км на швидкості 110 км/год, потужність двигуна 300 кВт. Їх патенти відкриті для поширення електрокарів.

### Недоліки електромобіля
- Акумулятор за півтора століття еволюції так і не досяг показників, що дають змогу електромобілю на рівних конкурувати з автомобілем за запасом ходу і ціною, попри значне вдосконалення конструкції. Наявні високо-енергоємні акумулятори або занадто дорогі через застосування дорогоцінних або дорогих металів (срібло, літій), або працюють при дуже високих температурах (робоча температура натрій-сірчаного акумулятора >300 °С). Крім того, такі акумулятори відрізняються високим саморозрядом. Одним із далекоглядних напрямків стала розробка нікель-металгідридних акумуляторів з оптимальним співвідношенням енергоємності та собівартості, перспективними вважаються акумулятори на основі поліпропілену, проте, водночас через патентні обмеження, на електромобілях як і століття тому, застосовуються свинцево-кислотні АКБ із ККД до 80 %. Втім, енергоємність таких АБК збільшилася за XX століття вчетверо (до 40—45 Вт·год/кг) і вони не вимагають обслуговування протягом усього терміну служби. Значно підвищити віддачу від акумуляторів дало змогу застосування електронних систем оперативного контролю за станом і зарядкою-розрядкою АКБ.
- Акумулятори добре працюють під час руху електромобіля на постійних швидкостях і під час плавних розгонів. У разі різких стартів тягові АКБ втрачають багато енергії. Для збільшення пробігу електромобіля необхідні спеціальні стартові системи, наприклад, на конденсаторах, а також застосування систем рекуперації енергії (економія до 25 %).
- Перешкодою є виробництво та утилізація акумуляторів, які часто містять отруйні компоненти (наприклад, свинець або літій).
- Близько 10 % енергії втрачається в коробці передач та інших елементах трансмісії. Для розв'язання цього питання компанія Mitsubishi Motor розробила колесо з вбудованим електродвигуном (мотор-колесо), що дало змогу відмовитись від застосування коробки передач. Система отримала назву Mitsubishi In-wheel motor Electric Vehicle (MIEV). Подібне мотор-колесо розробила Toyota. Прототип автомобіля Toyota Fine-T може повертати колеса перпендикулярно осі автомобіля, що дозволяє значно спростити паркування.
- Частина енергії акумуляторів витрачається на охолодження або обігрів салону автомобіля, а також живлення інших бортових енергоспоживачів. Проте, обігрів салону може виконуватись за допомогою бензинової пічки (для цього встановлюється бак місткістю 3 л, а під переднім сидінням монтується обігрівальний пристрій). Робляться зусилля, щоби усунути цю проблему з використанням паливних елементів, іоністорів і фотоелементів.
- Для широкого застосування електромобілів потрібне створення відповідної інфраструктури для підзарядки акумуляторів (зарядка на «авто-зарядних» станціях).
- У разі масового використання електромобілів під час їх заряджання від побутової мережі, зростають перевантаження електричних мереж «останньої милі», що загрожує зниженням якості енергопостачання, ризиком локальних аварій.
- Триваліший час заряджання акумуляторів порівняно з заправкою пальним. Проте, оскільки в найбільшій кількості випадків середній пробіг звичайного автомобіля у день становить близько 50 км, а найпростішого (навіть саморобного) електромобіля один заряд батарей достатній для пробігу якнайменше 60 км, то тривала зарядка акумуляторних батарей (близько 6 годин) не створює незручностей. Незручності від тривалої зарядки існують у разі поїздок на великі відстані.
- На щорічній сесії Німецького акустичного товариства, яка проводилася в Дармштадті, питання вироблюваного електромобілем шуму, а точніше, майже повної його безшумності, викликала жваві дискусії, адже безшумність може стати чинником, який погано впливатиме на безпеку дорожнього руху. Наприклад, у Японії ухвалено закон, який встановлює мінімальний рівень шуму для автомобілів з електроприводом. Прийняття схожих нормативно-правових документів передбачається також у Європі та у США[54].

### Інфраструктура зарядки електромобілів

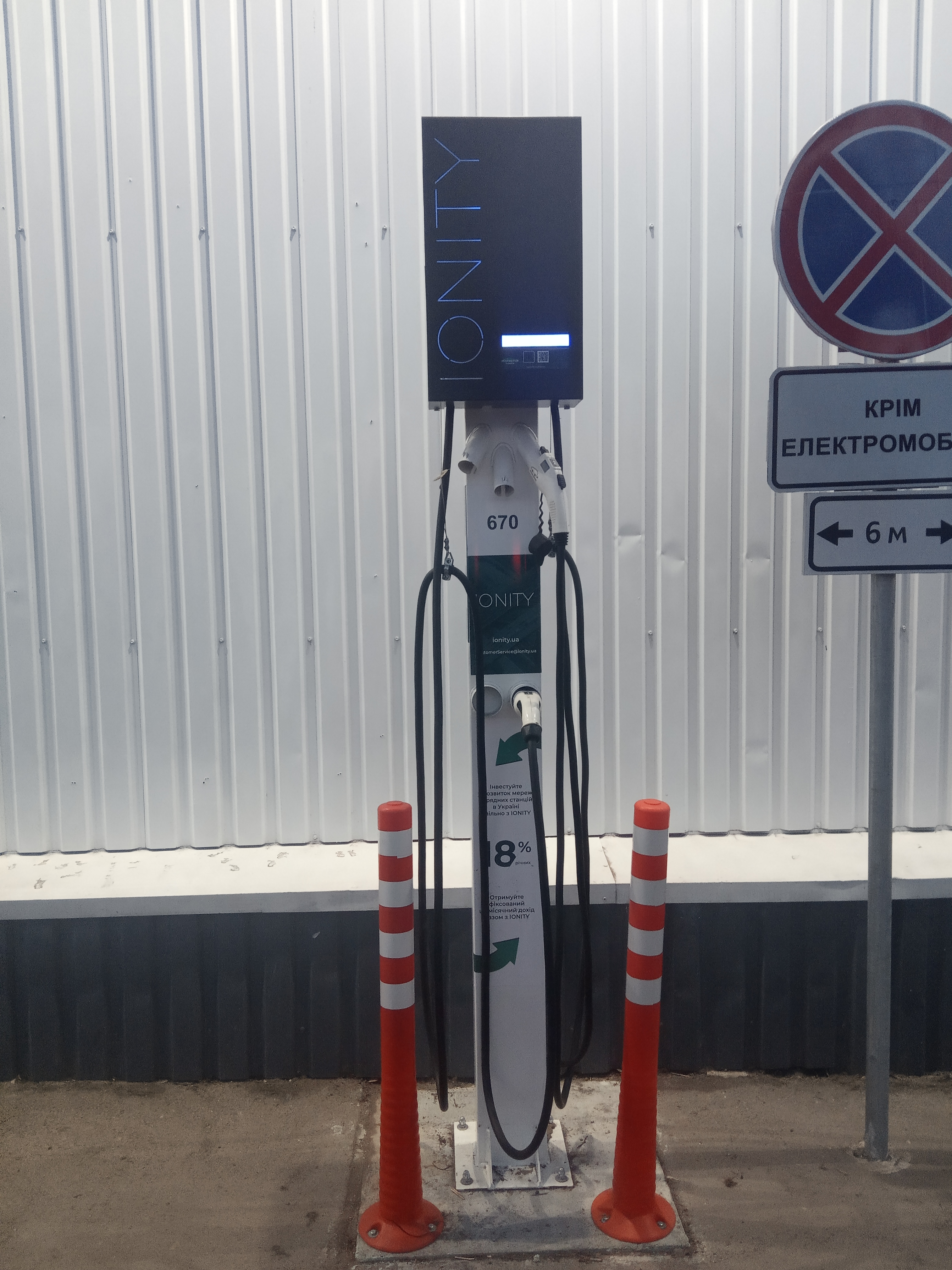
Електрична зарядна станція Іоніті (Ionity) в Чернігові, 2021. Така станція досить типова для всієї України. Роз'єм IEC 62196 Type 2.

Режими заряджання визначені у стандарті IEC 61851.
Форми з'єднувачів та рознімань для зарядки електромобілів визначені у стандарті IEC 62196.

### Електромобілі в Україні
Див. також Електромобілі в Україні

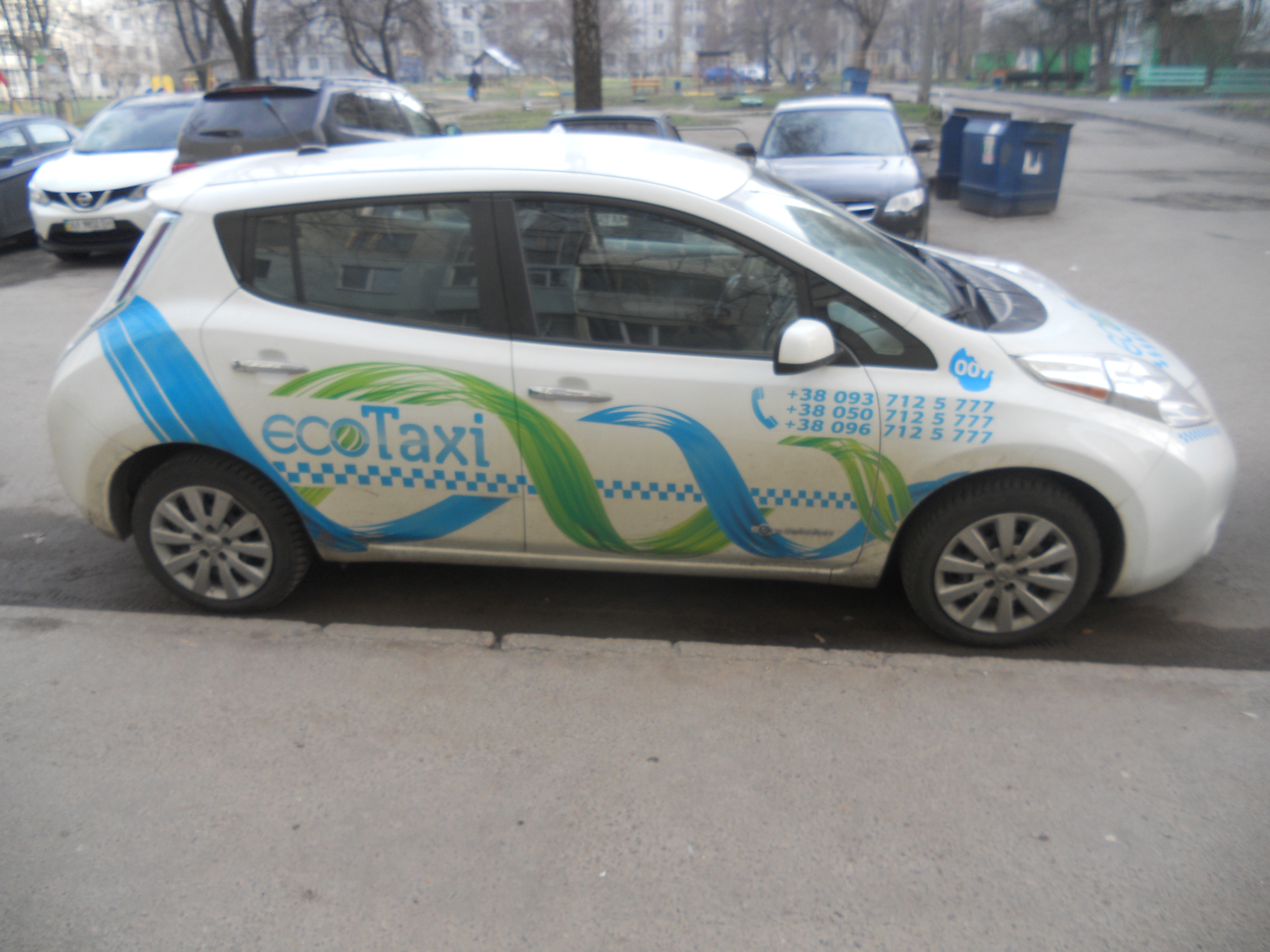
Nissan Leaf в Харкові — Екотаксі, 2016 рік. Це перша модель Nissan Leaf, вона основна в Україні.

Першим українським електромобілем вважається ЗАЗ-968 Електро. Дослідну машину розробив Запорізький машинобудівний інститут 1973 року. Автомобіль мав електродвигун потужністю 4 кВт і систему рекуперації енергії — тобто, батареї підзаряджалися під час гальмування або їзди під гору. Батарея машини важила близько 400 кг, а на одній зарядці «Електро-запорожець» міг подолати 100 км. Через рік електромобіль отримав золоту медаль на Всесоюзній виставці науково-технічної творчості молоді. Його збиралися запустити в серійне виробництво. Але фінансування на ЗАЗ-968 Електро так і не виділили.
У 1980—1981 роках на Горьковському автомобільному заводі на основі універсала ВАЗ-2102 був випущений електричний фургон ВАЗ-2801 — у кількості 47 одиниць. Більшість цих машин пішло в Україну, де вони працювали на різних підприємствах, зокрема на запорізькому «Гарант», яке здійснювало ремонт телевізорів. Деякі з них залишились у використанні аж до 2019 року.
Перші зразки оснащувалися електромотором на 12 кВт, а згодом машину оснастили потужнішим — на 25 кВт. Мотор живили нікель-цинкові батареї ємністю 125 А·год вагою 380 кг. Їх вистачало на пробіг в 110—130 км на швидкості 40 км/год. Найбільша швидкість становила 87 км/год. ВАЗ-2801 мав споряджену масу 1615 кг. Вантажність машини була невелика — 320 кг.
1994 року Запорізьким автозаводом на основі ЗАЗ-110260 «Таврія» було випущено дослідний електромобіль ЗАЗ-1109, який у 1995 році отримав державну реєстрацію. Вага акумуляторної батареї становила 380 кг. Напруга — 84 В. Номінальна і найбільша потужність — 10—19 кВт. Найбільша швидкість — 100 км/год. Без підзарядки електромобіль проходив 140 км. Завод продав кілька партій кузовів електромобілів Німеччині та Швейцарії. До запуску електромобіля в серійне виробництво справа так і не дійшла через брак коштів на заводі.
2005 року Інститут електродинаміки і ЗАЗ розробили гібрид ЗАЗ 110206 «Таврія-Гібрид». Однієї ємності десяти батарей вистачало на 50 км пробігу, а із залученим бензиновим мотором, запас ходу збільшувався до 750 км.
Восени 2010 року у Києві вперше було представлено нову розробку Запорізького автозаводу — ЗАЗ Ланос Пікап Електро. Автомобіль був призначений для обслуговування торговельних точок закритих для руху звичайних автомобілів, зони великих міст, курортів тощо. Ланос-Електро оснащений італійським електродвигуном 15 кВт і вісьмома акумуляторами, які забезпечують пробіг до зарядки приблизно 100 км. Один набір акумуляторів українського виробництва розміщений під капотом, інший у вантажному відсіку, де посідає близько одного квадратного метра корисної площі.
2016 року компанія Electric Marathon International показала в Монако електромобіль Synchronous. Машину представили як український електромобіль. Дизайн авто виконаний київською студією Prystrast, двигун «Слов'янка» — розробка одеської компанії EcoFactor, виготовлення кузова також проводилося в Одесі. Запас ходу на одній зарядці акумуляторів — 130—160 км. На даху автомобіля розміщені сонячні батареї. Synchronous розвиває швидкість 60—70 км/год. За словами розробників, зовнішній вигляд, що нагадує середньовічну карету, дає електромобілю змогу стати зразковим засобом пересування в місті як таксі, шаттл для готелів і екскурсійне авто.
Український електромобіль «Українська мрія» (Dream Motors) не зміг зібрати потрібну суму в 200 тис. грн на краудфандингу «На старті»; також в Україні працюють поставники електрокарів із-за кордону, такі як «VoltGroup», «EcoCars», «Біо Авто» або «EcoElectro». Наразі поширеність електромобілів не є великою також через відсутність налагодженої системи їх заряджання навіть у великих містах країни. На січень 2015 року в Україні діяло 40 електричних автозаправних станцій.

Вартість користування електромобілем у Києві в умовах цін на бензин і електрику у 2015 році складала приблизно 600 грн на місяць у порівнянні з 6000 грн за бензиновий автомобіль. За січень — вересень 2015 року в Україні було зареєстровано 231 автомобіль, найпопулярніші із них — Nissan Leaf та Tesla. Кількість електрокарів, засвідчених за цей період, є на 400 % вищою, аніж у 2014 році. 

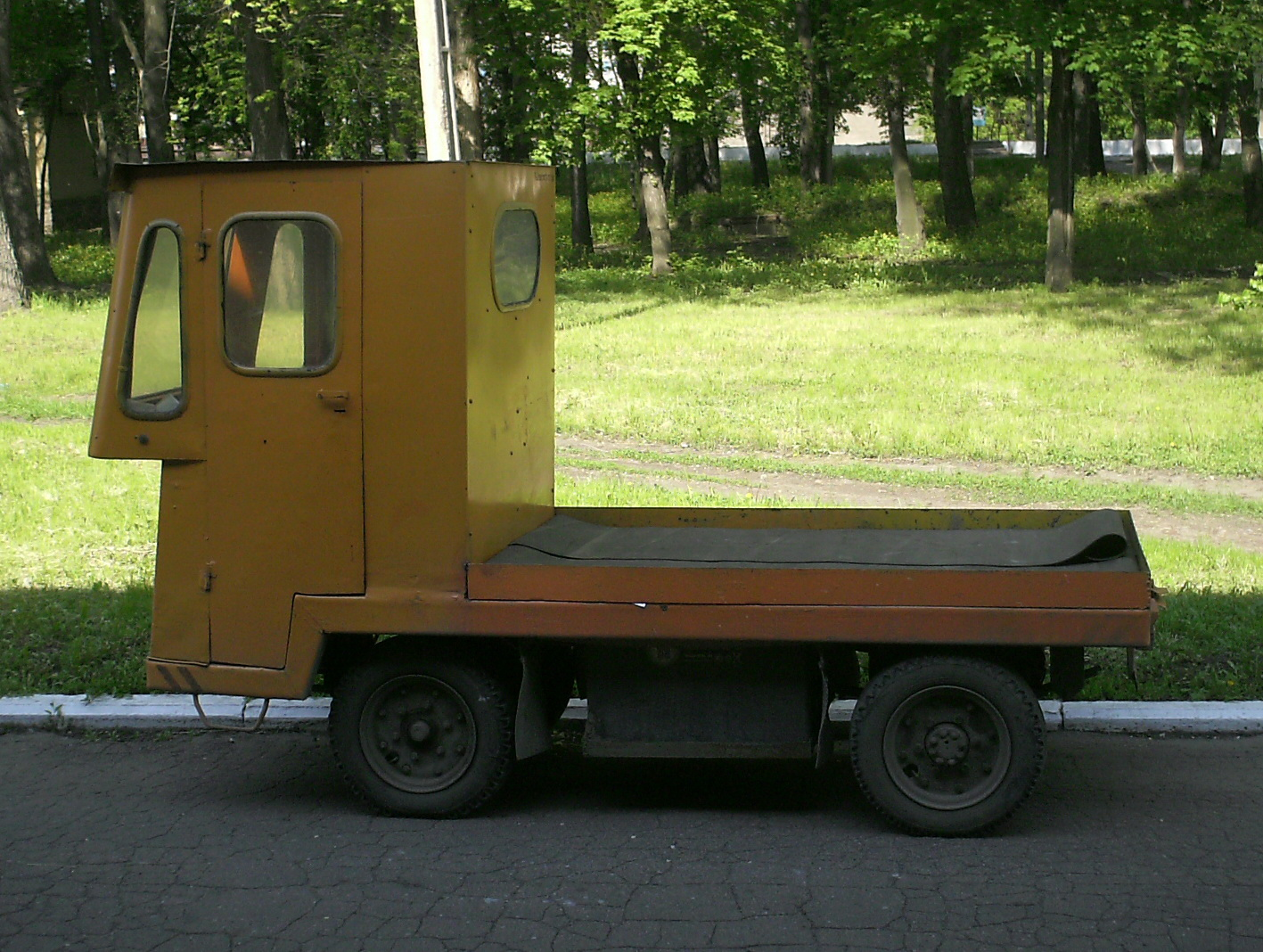
Електромобіль на території НКМЗ

Попри те, що в Україні ціна пального в 1,5—2 рази вища, ніж у сусідніх РФ та Білорусі, електромобілі наразі не поширені, хоча ентузіастів такого транспорту багато. Зокрема, київський завод причепів «Титан» здійснює переробку авто з ДВЗ на електромобілі, про що у жовтні 2012 р. заявив директор заводу, Олександр Туз, який є прихильником електромобілів і сам їздить на електромобілі. Також на українському ринку дебютувала гонконзька компанія BIO Auto, що спеціалізується на виробництві електромобілів, зі своїми моделями EVA. Малорозмірні електромобілі мають запас ходу 100—120 км залежно від способу їзди і властивості місцевості, можуть розвивати 70—80 км/год і заряджаються від звичайної розетки (110—220 В) за 7—8 годин. Водночас експлуатація електромобілів майже нічого не коштує. За час зарядки BIO EVA споживають до 8 кВт·год, що відповідає 3—8 грн. Кілометр пробігу відповідно повинен був обходитися в 3—6 копійок.
Станом на 2017 рік лише один автовиробник — Хюндай Мотор Україна — офіційно продавав свої електричні автівки. Із літа 2017 року покупцям пропонували дві моделі: IONIQ Electric та IONIQ Hybrid. Renault, BMW та Volkswagen планують найближчим часом розпочати офіційний продаж електромобілів в Україні. Натомість Nissan не планує офіційно презентувати і продавати свій Nissan Leaf, посилаючись на слабку інфраструктуру для електричних автомобілів. За даними Renault, із трьох міст України (де вони планують розпочати продаж електричних моделей) лише Львів має зарядні станції, які правильно заряджають автівки. Із 22 електрозаправок 90 % станцій працюють якісно. У Києві і Одесі відповідно 63 станції і 17 станцій, з них відсоток станцій, які можуть якісно зарядити Renault Zoé — лише 65 %.
2016 року Україна посіла 5-те місце у світі за ринковою долею EV (4 %), обігнавши навіть США. За рік було продано 2500 електромобілів, більша частина з яких має більше 2 років віку (половина з них — Nissan Leaf).
Динаміка кількості зареєстрованих електромобілів в Україні (більшість із них вживані Nissan Leaf):
- 2012 — 7
- 2013 — 50
- 2014 — 77
- 2015 — 488
- 2016 — 1706
- 2017 — 3265
- 2018 — 4214 (11 місяців)[69]

Загалом станом на 1 січня 2019 року було зареєстровано 19 887 електромобілів і гібридних автомобілів, з них 10 717 машин — електромобілі, а 9170 машин — гібриди.
Станом на березень 2018 року кількість електрозаправок в Україні складає 1559 станцій. З них компанії «Автоентерпрайз» належить 1417 станцій, «Go To-U» — 80, «Тока» — 62.
У січні — березні 2018 року Україна імпортувала 1744 транспортні засоби, оснащені виключно електричними двигунами.
За даними «Укравтопром» за 2017 рік було продано лише 2697 електромобілів, що склало 1,94 % від загальної кількості проданих авто. За перші пів року 2018 було продано 1915 авто, що в 1,5 раза більше показників минулого року. Найпопулярніша модель — Nissan Leaf, 1282 автомобілі, далі — BMW i3 (129), Tesla Model S (95).
Український автопром поки не створив конкурентоспроможний електромобіль, однак українські інженери за кордоном активно працюють у цій сфері. Одним із них є Андрій Джазовський, який уже другий рік створює і удосконалює електромобілі, проживаючи в Монако. Розроблена ним модель суперкара HIMERA-Q уже проходить останні випробування в Барселоні; в Україні також планується представлення авто. У червні 2018 року він також представив нову версію концепту Kugelp зі зміненим розміщенням сидінь, а також із меншою кількістю пасажирів. Електрокар має мотор на 3,3 кВт, що дає змогу подолати відстань у 180—200 км. Kugel замовила влада Монако (де відбувались розробки) та «екосело» під Борисполем.
З 1 січня 2020 року в Україні передбачається введення окремих номерних знаків для електромобілів, що матимуть текст зеленого кольору. Окрім того, буде введено нові дорожні знаки «для електромобілів», «окрім електромобілів», «станція зарядки електромобілів». Новий закон передбачає штрафи 340—510 грн за зупинку чи стоянку звичайних авто в місцях для електромобілів або створення перешкод водіям таких авто. Відтепер електромобілі, електромопеди, електромотоцикли мають білу плашку з зеленими літерами та цифрами, а електротаксі, електробуси — зелені цифри на темно-жовтому тлі.
Міністерство інфраструктури України обіцяє в найближче десятиліття забезпечити прискорене зростання різноманітного електричного транспорту. Затверджена Кабінетом міністрів Національна транспортна стратегія України до 2030 року «Drive Ukraine 2030» була розроблена Мінінфраструктури разом із європейськими експертами в галузі транспорту за підтримки представництва ЄС в Україні та Єврокомісії. Йдеться також про тимчасове, до 1 січня 2028 року, скасування імпортного ПДВ на комплектувальні до електротранспорту та зарядних станцій. На цьому етапі передбачається початок масового виробництва електромобілів в Україні. Нарешті, третій компонент реформи передбачає запровадження до 1 січня 2033 року нульової ставки ПДВ на вироблений в Україні електричний автотранспорт, комплектуючі до нього, зарядні станції та комплектувальні до них.
У лютому 2021 року найпоширенішим електромобілем другий місяць поспіль став Chevrolet Bolt (132 шт.) із 532, зареєстрованих у лютому. Друге місце у Nissan Leaf (129 шт.), а третє у Tesla Model 3 (37 шт.).
Рекордні 37 953 електрокарів було ввезено в Україну за весь 2023 рік. Це у 4 рази більше, ніж у 2021 році, коли було імпортовано 8 996 електроавто.

### Електромобілі в Росії
Перший у Росії електромобіль, переобладнаний зі звичайного автомобіля, створено Ігорем Корховим, його було допущено до участі в дорожньому русі й зареєстровано в ГІБДД 30 березня 2007 року. За розпорядженням мера Москви у 2007 році в місті почалася дослідна експлуатація електромобілів. Було закуплено 8 малотоннажних вантажівок і 2 автобуси. У Санкт-Петербурзі студенти Політехнічного університету створили перший у Росії сонячний електромобіль (СЕМ). За ніч його можна зарядити від звичайної розетки, а вдень він живиться від сонячних батарей.
Станом на перший квартал 2017 року в Росії 920 електромобілів, що навіть менше, ніж в Україні.

### Електромобілі у Білорусі
У Білорусі поки що налічується лише кілька сотень електромобілів на всю країну. Однак уже цього року там буде створено власне велике виробництво електрокарів. 8 червня в китайському Ціндао білорусько-британське підприємство «Юнісон» і китайська компанія Zotye International Automobile Trading підписали масштабну угоду про організації в Білорусі виробництва китайських електромобілів. За планом, на білоруському заводі до 2022 року має бути складено 30 тис. електромобілів марки ZOTYE. Електромобілі з білоруського підприємства будуть ексклюзивно поставлятися на ринки країн СНД, насамперед до Росії. На одній зарядці білоруська версія Zotye може проїхати до 280 км у звичайних умовах і до 130 км при температурі −20 °C (тобто взимку). До кінця 2018 року в «Юнісон» обіцяють налагодити складання п'яти моделей електромобілів Zotye. У Білорусі підприємство «Белкомунмаш» уже налагодило серійне виробництво електробусів, які використовуються на регулярних міських лініях (поки що тільки в Мінську).

### Електромобілі в Угорщині
У жовтні 2016 року Угорщина виділила 2 млрд форинтів (6,5 млн євро) на компенсації у придбанні екологічно чистого транспорту. Зокрема, буде сплачуватись частина вартості електромобіля, але не більше ніж 5000 євро, компаніям, організаціям та приватним особам. За словами віцесекретаря з економічного розвитку Угорщини Іштвана Лепсена, проєкт покликаний вивести на дороги країни близько 50 тис. екодружніх автомобілів.

## Перспективи

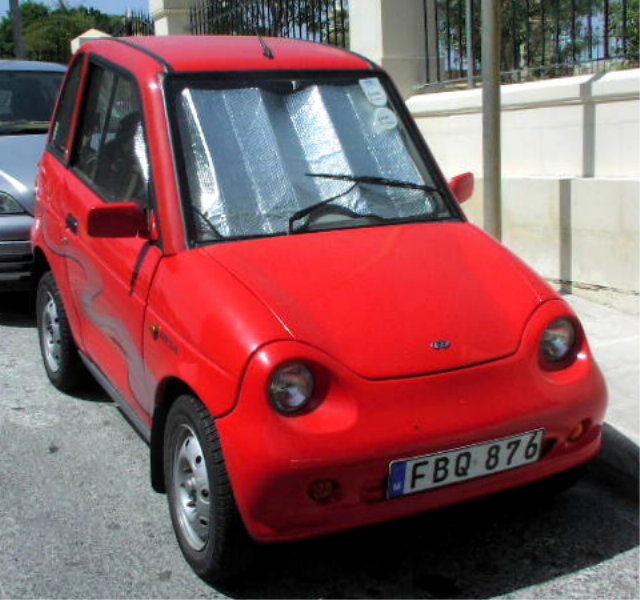
Електромобіль Reva (Індія)

Деякі автовиробники не збираються випускати гібридні автомобілі, а відразу готові розпочати виробництво електромобілів. Вони відстали у наукових розробках, не можуть самостійно створити гібридний автомобіль, або вважають гібриди безперспективними. Наприклад, японська компанія Mitsubishi Motors у 2009 році розпочне промислове виробництво електромобілів на базі Colt. На ньому будуть встановлені літій-іонні акумулятори. Існуючі прототипи мають дальність пробігу 150 км.
Ведуться роботи над створенням акумуляторних батарей із малим часом зарядки (близько 15 хвилин), у тому числі і з застосуванням наноматеріалів. На початку 2005 року компанія Altairnano оголосила про створення інноваційного матеріалу для електродів акумуляторів. У березні 2006 року Altairnano і Boshart Engineering уклали угоду про спільне створення електромобіля. У травні 2006 року успішно завершилися випробування автомобільних акумуляторів з Li4Ti5O12  електродами. Акумулятори мають час зарядки 10—15 хвилин.
Розглядається також можливість використання як джерел струму не акумуляторів, а іоністорів (суперконденсаторів), що мають дуже малий час зарядки, високу енергоефективність (більше 95 %) і набагато більший ресурс циклів зарядка-розрядка (до кількох сотень тисяч). Дослідні зразки іоністорів на графені мають питому енергоємність 32 Вт·год/кг, порівняну з такою для свинцево-кислотних акумуляторів (30—40 Вт·год/кг).
Розробляються електричні автобуси на повітряно-цинкових (Zinc-air) акумуляторах.
У серпні 2006 року Міністр Економіки, Торгівлі і Промисловості Японії затвердив план розвитку електромобілів, гібридних автомобілів і акумуляторів для них. Планом передбачено до 2010 року почати в Японії масове виробництво двомісних електромобілів із дальністю пробігу 80 км на одній зарядці, а також збільшити виробництво гібридних автомобілів.
Toyota працює над створенням нового покоління гібридних автомобілів Prius (повний гібрид, plug-in гібрид, PHEV). У новій версії водій за бажанням може включати режим електромобіля, і проїхати на акумуляторах приблизно 15 км. Подібні ж моделі розробляє Ford — модель Mercury Mariner — пробіг у режимі електромобіля 40 км, і Citroën — модель C-Metisse — пробіг у режимі електромобіля 30 км та інші. Toyota вивчає можливість встановлення пристроїв для зарядки акумуляторів гібридів на бензозаправних станціях.
Пошта Японії, починаючи з 2008 року, планує придбати 21000 електромобілів для доставки поштових відправлень на коротку відстань. У Японії найбільший відсоток електромобілів у загальній кількості автотранспортних засобів ніж у інших країнах світу.
Під час державного візиту Барака Обами до Китаю у 2009 р. Китай і США досягли компромісу щодо необхідності більш активної участі у вирішенні проблеми зміни клімату: США і КНР підписали угоду про спільну розробку електромобілів на суму 150 млн дол. США За прогнозами PriceWaterhouseCoopers до 2015 року світове виробництво електромобілів зросте до 500 тисяч одиниць на рік.
Станом на 2017 рік світовим лідером із виробництва гібридних і електромобілів лишається Китай. Так, у 2016 році у Китаї було продано 400 000 автомобілів, у той час у США лише 160 000. Більшість електромобілів, проданих у Китаї, виготовлені також у Китаї. Китайський BYD займає перше місце із 15 %, а Tesla — лише 11 %. З 2018 року уряд Китаю планує видати закон за яким китайські автовиробники мають випускати не менше 8 % електромобілів або платити штраф. Чимало німецьких автовиробників планують випускати електричні автівки в КНР. Загалом у світі у середині 2017 року було 2 млн електромобілів.
Деякі фахівці стверджують, що бум на електромобілі почнеться лише після 2020 року, коли буде вдосталь інфраструктури для них.
Згідно з планами Єврокомісії, до 2030 року електромобілі повинні складати половину всього міського автотранспорту. Очікується, що такий перехід на електропривід дозволить значно знизити викиди шкідливих речовин в атмосферу і знизить рівень акустичного забруднення навколишнього середовища.

### Концепт-кари і прототипи

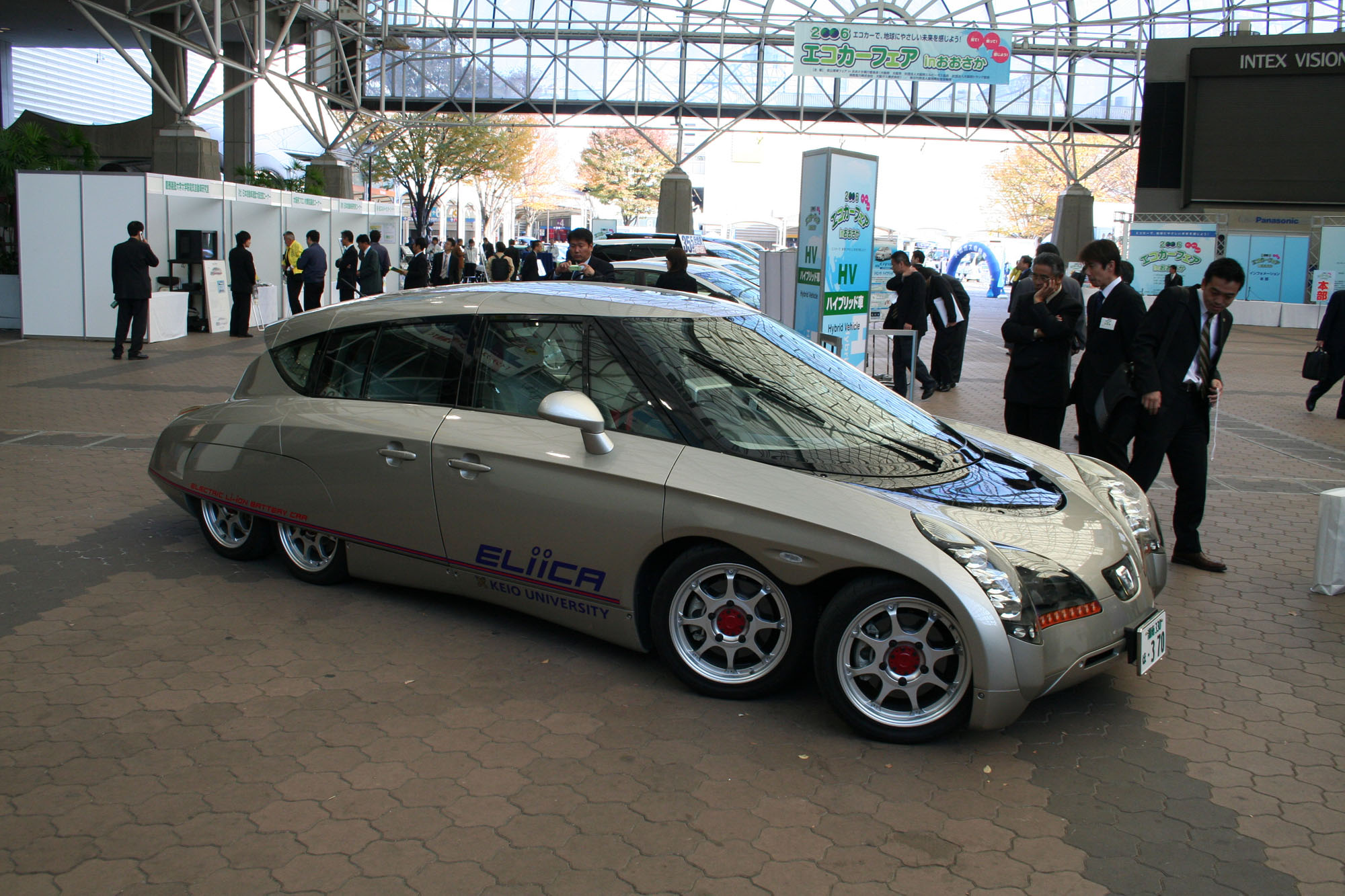
Прототип Eliica (Японія). Потужність 640 к. с. Швидкість до 370 км/год.

Усі сучасні електромобілі створені на основі концепт-карів. Для прикладу, General Motors у січні 2007 року представив концепт Chevrolet Volt, здатний проїжджати в режимі електромобіля 65 км. Через три роки почалося серійне виробництво цієї моделі, але у вигляді, значно зміненому порівняно з прототипом.
На Франкфуртському автосалоні було представлено електричний концепт-кар Trabant nT, покликаний відродити славетну марку Trabant. Незважаючи на вдалий дизайн та чудові технічні характеристики, а також готовність прототипу до серійного виробництва, проєкт не привабив інвесторів, і виробництво цієї моделі на даний час так і не стартувало через відсутність коштів.
Також відомим став прототип Eliica (Electric Lithium-Ion Car, електрична літійно-іонна машина), що дебютував у 2003 році під назвою KAZ як 8-місний 8-колісний концепт лімузина вагонної компоновки довжиною 6,7 м. Він встановив кілька світових рекордів швидкості. Згодом концепт-кар було доопрацьовано і у 2004 р. представлено публіці під назвою Eliica. Машина довжиною 5,1 м оснащена літій-іонним акумулятором і здатна розганятися до 100 км/год за 4 секунди, максимальна швидкість становить 370 км/год (рекорд продемонстрований на італійському автодромі Нардо). Також було анонсовано подальшу мету розробників — перевищити швидкість 400 км/год.
Див. також Електромобілі на сонячних батареях

### Плани автовиробників
У 2017 році Tesla Inc. (США) планувала наростити випуск нової моделі Tesla Model 3 до 500 000 у 2018 році.

### Урядові плани
Уряд Ірландії планує до 2020 року 10 % транспорту перевести на електроенергію.
Уряд Німеччини планує до 2020 року вивести на дороги країни 1 млн електромобілів, гібридних автомобілів і повних гібридів (PHEV). Серійне виробництво повинне було початися вже у 2011 році. До 2012 року на ці цілі з бюджету буде виділено 500 мільйонів євро. Хоча станом на 2017 рік ці плани не було досягнути. Німеччина із 25 тисячами штук зайняла лише 4-те місце за кількістю проданих електромобілів у 2016 році, після Норвегії (45 тис.), Великої Британії (37 тис.) та Франції (29 тис.).
Уряд Китаю планує почати випробування до 2012 року в 11 містах країни 60 тисяч автомобілів, включаючи електромобілі, гібриди і автомобілі на водневих паливних елементах.
Уряд Франції планував до 2012 року вивести на дороги країни понад 100 тисяч електромобілів.
Уряд Південної Кореї поставив за мету автомобілебудівним компаніям почати масове виробництво електромобілів до другої половини 2011 року.
Франція і Велика Британія прийняли закон, який забороняє продаж бензинових і дизельних автомобілів після 2040 року. Китайський уряд ухвалив закон, що зобов'язує автовиробників починаючи з 2019 року 10 % автомобілів випускати з електричними двигунами. Із 2020 року квоту піднімуть до 12 %. Водночас у Китаї було скасовано дотацію (до 9 тис. дол.) через її неефективність. Дотацію на купівлю електромобілів скасувала також Норвегія через брак електрозарядних станцій. Перед цим так само вчинила Данія. У Норвегії на 2017 рік 1300 точок підзарядки при 80 000 електро і гібридних авто. Союз автомобілістів Норвегії рекомендував відмовитися від купівлі електромобілів, якщо його не планують заряджати вдома.
Ізраїль планує заборонити всі бензинові та дизельні автомобілі з 2030 року та повністю прибрати податки на електромобілі.
Ірландія планує заборонити всі бензинові та дизельні автомобілі з 2030 року. Кількість електромобілів планують збільшити до 1 млн шт. Станом на 2020 рік у країні було лише 10 000 авто, що вдвічі менше, ніж в Україні. Крім того, уряд Ірландії спонсорує будівництво зарядних станцій — до 75 % вартості станцій виділяє держава.

## Виробники електромобілів

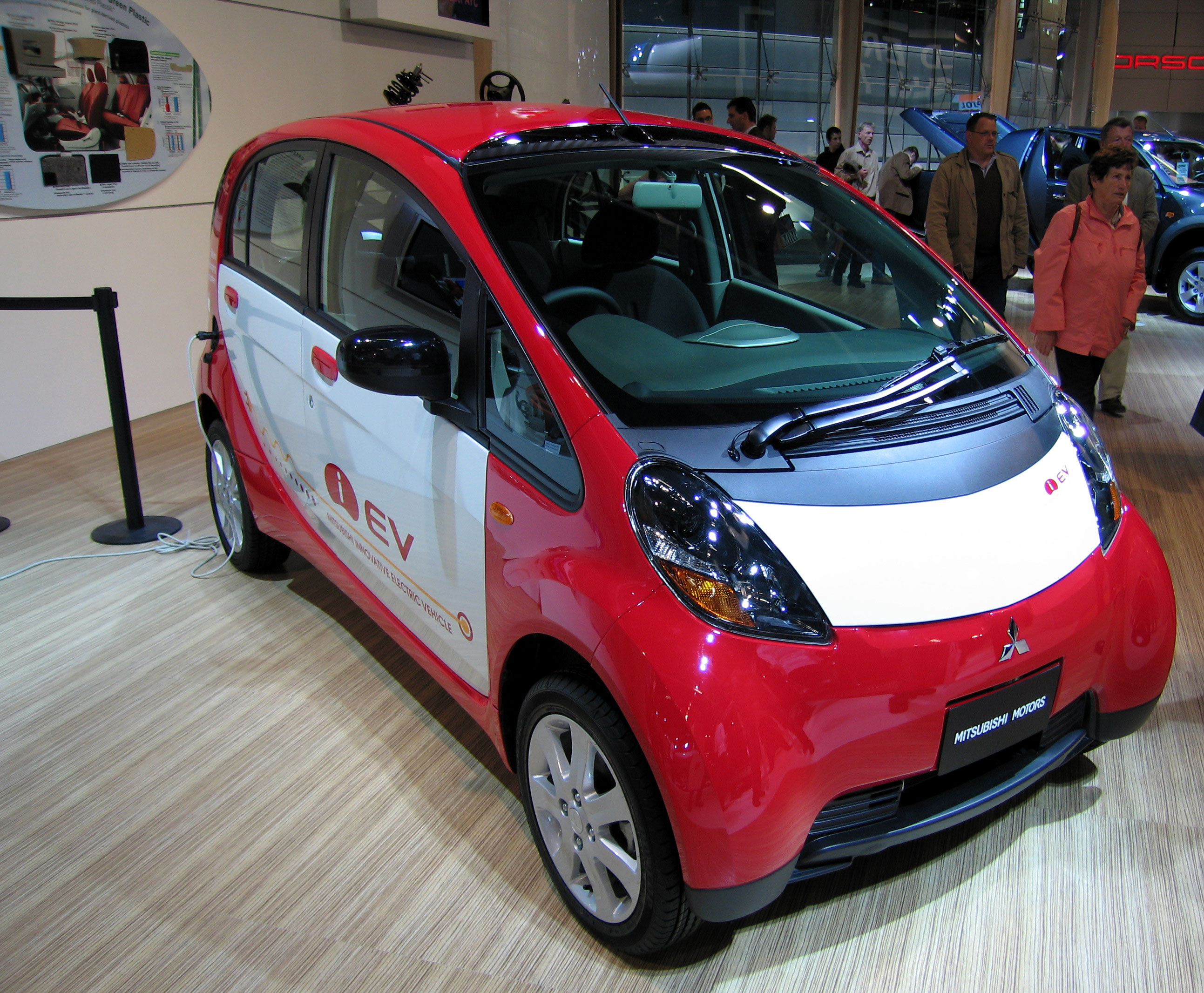
Прототип Mitsubishi i MiEV (Японія)

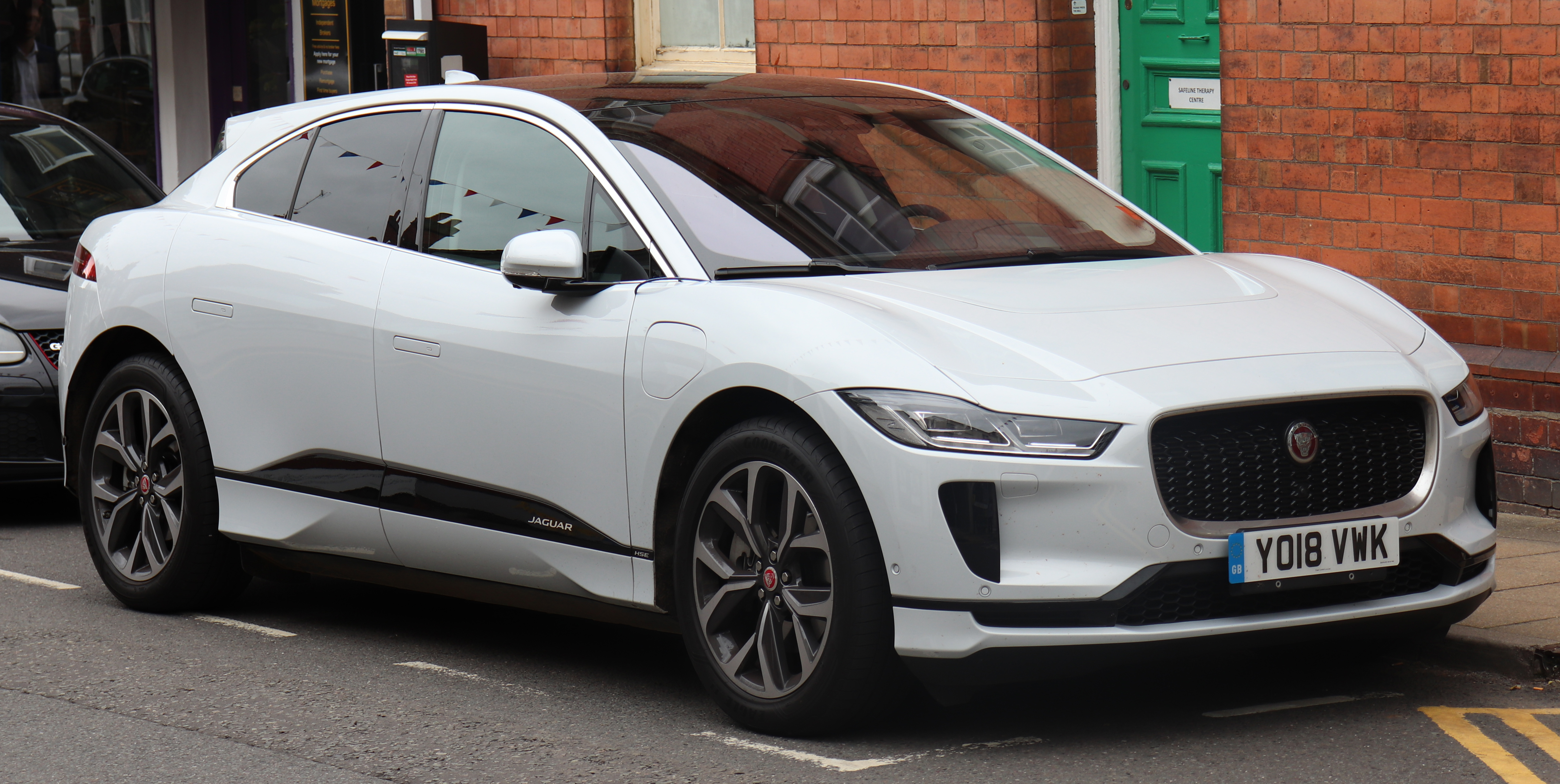
Jaguar I-Pace EV400 AWD

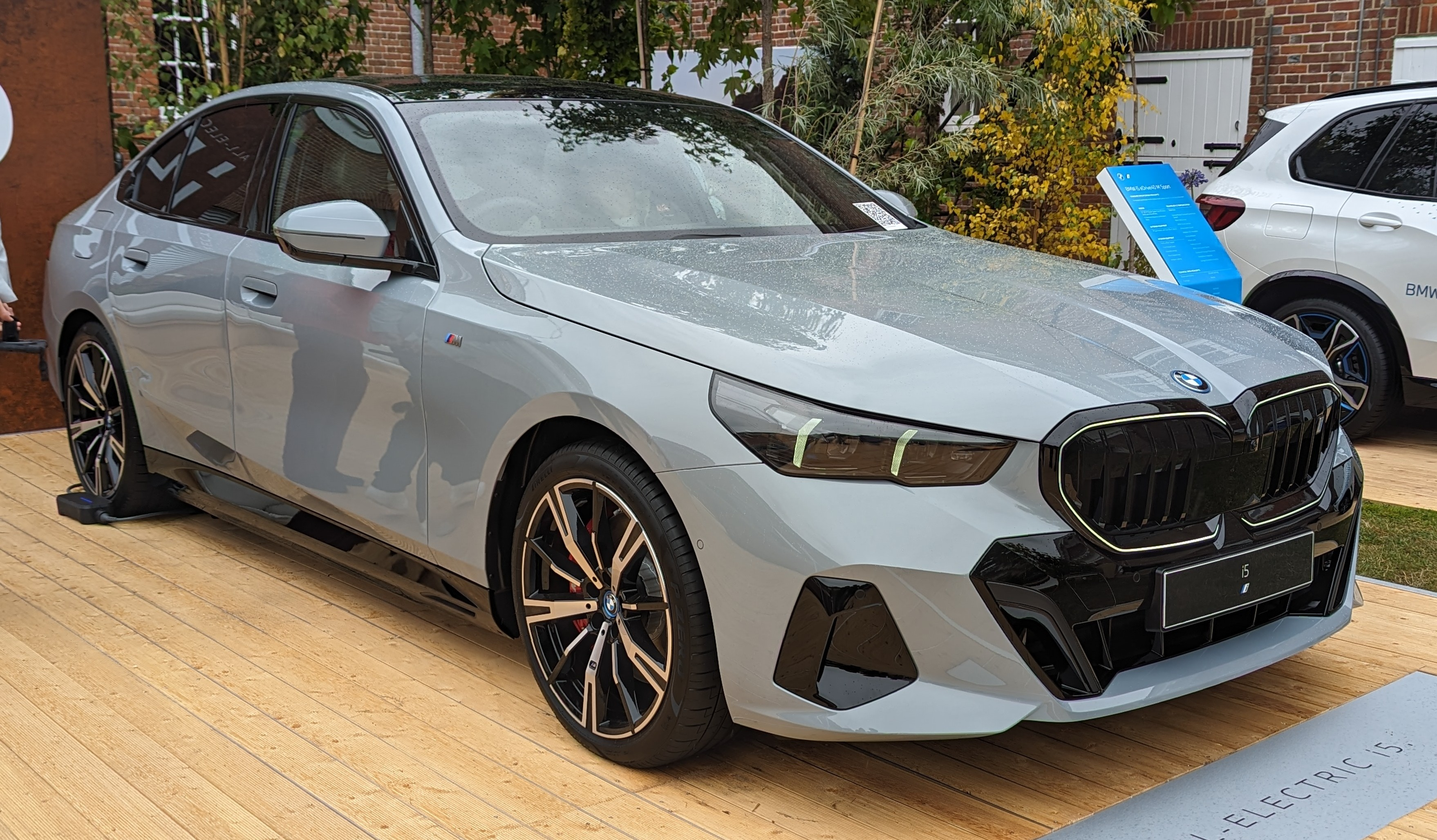
BMW i5 eDrive 60

- BMW i5 eDrive 60Європа
  - BMW , Volkswagen, Audi, Mercedes-Benz, Opel, Porsche — Німеччина
  - Venturi — Франція
  - Renault — Франція
  - Modec — Велика Британія, вантажівки
  - Jaguar — Велика Британія
  - Lightning car — Велика Британія
  - БГ Кар — Болгарія, вантажівки
  - Think Global[en] — Норвегія
- Північна Америка
  - ZENN — Канада
  - Phoenix Motorcars
  - Tesla Inc. — США
  - Ford Motor Company — США
- Азія
  - Mitsubishi — Японія
  - Nissan — Японія
  - BYD Auto, SAIC-GM-Wuling , Nio, Xpeng, Chery Automobile, Zeekr — Китай
  - ZAP Xebra Китай — США
  - REVA — Індія
  - Togg, Anadolu Group, BMC, Kok Group, Turkcell та Zorlu Holding — Туреччина[100]